# 名古屋モスク
名古屋モスク（なごやモスク）は、日本の愛知県名古屋市にあるモスクである。名古屋在住の留学生によって1980年代に設立された「名古屋イスラム協会」を母体として、1998年に開設された。
名古屋モスクの母体となったのは、イスラーム諸国からの留学生らによって1987年1月に設立された「名古屋イスラム協会」である。彼らは名古屋市内のアパートを借りて礼拝所としていたが、外国人が集まったことがアパートや近隣の住民の不安を招き、たびたびアパートを追い出されてそのたびに別のアパートを借りるなど礼拝所を転々としていた。そこで、自前のモスクを設立する機運が高まり、各所からの寄付金を得て1998年7月にモスクが完成した。
名古屋モスクは4階建ての鉄筋コンクリート製の建物である。2階に女性用礼拝室、3階と4階に男性用礼拝室が設けられている。また、名古屋モスクは礼拝といった宗教活動のほかに、イスラームにまつわる資料の配布や見学者の受け入れを行っている。このほか、女性や若いムスリムを対象とする勉強会やお茶会を開いている。
名古屋モスクには宗派のこだわりはなく、ムスリムでさえあれば良いため、シーア派の信者も利用するという。

## 所在地
名古屋モスクは愛知県名古屋市中村区本陣通2丁目に位置している。名古屋市営地下鉄東山線本陣駅から徒歩6分で、片側2車線の大通りである外堀通に面している。

## 歴史

### 名古屋におけるイスラーム
かつて名古屋にはタタール人を中心として1936年に設立された名古屋モスクというモスクが存在した。このモスクは神戸モスクに次ぐ日本国内2つ目のモスクであったが、1945年に空襲によって焼失した。およそ50人いた名古屋在住のタタール人もほとんどが名古屋を離れており、モスクが再建されることはなかった。その後、1980年代に至るまで、名古屋においてムスリムのコミュニティが存在した記録はない。

### 名古屋イスラム協会の設立
1980年代に入ると名古屋においてイスラーム諸国からの留学生が増加した。留学生たちは、1986年年頭から名古屋大学の空き教室を利用して金曜礼拝を行っていた。しかし、大学により学内での宗教活動を禁止され、教室の利用が出来無くなった。そこで彼らはイスラミックセンター・ジャパンに、アパートを借りるための資金援助を依頼した。その後イスラミックセンター・ジャパンの理事や名古屋市外の留学生など200人が参加した会合が開かれ、その場でイスラミックセンター・ジャパンによる賃料補助が約束され、1987年1月、名古屋ムスリム学生協会（Muslim Student Association of Nagoya）が結成された。名古屋ムスリム学生協会は1988年に「名古屋イスラム協会」と改名される。名古屋イスラム協会は1988年頃に名古屋大学の東に隣接する千種区東山元町のアパートの一室を借りてムサッラー（一時的礼拝所）とした。この時は留学生の名義では賃貸を断られ、当時のコミュニティに所属していた唯一の日本人が名義人となって借りることができた。
しかし、1990年にはその日本人がコミュニティを去ったため、アパートの更新契約ができなくなった。そこで、この頃コミュニティに参加し始めたパキスタン出身の自営業者Aが、名古屋大学の西に隣接する昭和区福原町のアパートを自分の会社名義で契約し、新たなムサッラーとした。この時期にAは、会社を名古屋イスラム協会の連絡先とし、結婚や入信などに必要なイスラミックセンター・ジャパンの証明書の取次も行い、またハラールに則って処理された肉（ハラール肉）を販売するなど、コミュニティを積極的にサポートするようになっていく。
この頃、1990年末にはモスク設立のための基金口座が開設され、2年で300万円ほどが集まっている。
しかしその後、湾岸戦争によるイスラームへの偏見が高まり、警察の訪問が度重なったこともあって、1992年明けにアパートからの退去を通告されたため、再び別の場所が必要になった。３ヶ月近い物件探しの末、名古屋大学から2駅離れたビルの一室をAの会社名義で借りることになった。このムサッラーでは、礼拝の他、アラビア語やハディースの勉強会や食事会なども行なわれ、ムスリムの外国人男性を中心としたコミュニティが形成されて行く。また、金曜礼拝には70人から80人ほどが参加しており、礼拝スペースが足りなかった。この新しい物件は賃料は高額だったが室内は狭く、そのうえ立地も不便であった。しかし、他に選択肢はなく、その後6年ほど、この場所をムサッラーとして使用していた。
こうした諸事情を受けて、永続利用が可能なモスクを設立する機運が高まり、1993年にはモスク建設用の土地探しが始まった。

### 名古屋モスクの設立
第二次世界大戦後に日本で設立されたモスクは、工場やコンビニエンスストアなどの中古物件を買い取り、それをモスクに改築するという手法が主流だった。しかし、モスク設立の中心になったAは、モスクとしての新築にこだわった。
モスクの候補地としては、(1).留学生の利便を考え、名古屋大学から移動しやすい名古屋市営地下鉄東山線の沿線から徒歩で通えること、(2).近隣住民の不安を招かないように、住宅地ではなく大通り沿いであること、の2つが条件であった。名古屋大学の最寄り駅だった本山駅から順に1駅ずつ土地探しが続けられ、土地探しが始まってから4年後の1997年にこれらの2つの条件に合致する土地が見つかった。
1997年4月には名古屋イスラム協会に名古屋モスクプロジェクトが組織され、その責任委員としてAを含むパキスタン人など7人が選出された。また、この頃には、1990年に開設されたモスク基金口座にすでに約1200万円が集っていたが、国内外のムスリムや諸団体に寄付を募るため、会員が奔走し、10年にわたる募金活動の末、最終的には土地購入と建築に必要な約6780 万円を調達した。
法人登記されていない団体は、法律上の権利義務の主体になれないため、土地の売買契約は、名古屋モスクプロジェクト責任委員のうち3人が共同名義で締結した。
1997年12月10日に愛知県安城市の東海ハウスによってモスクの建設が着工し、翌年1998年7月1日にモスクが完成した。7月24日にモスクの完成記念式典が行われた。この式典には30人ほどのムスリムが参列した。また、サウジアラビアのマッカにあるマスジド・ハラームのイマームであるシャリーク・ビン・フマイドや駐日サウジアラビア大使も参列した。また、完成記念式典ではサウジアラビア国王からカアバのキスワの一片が贈られた。
名古屋モスクの役員には名古屋モスクプロジェクト責任委員の7人と、当時の名古屋イスラム協会の会長の合計8人が就任した。設立当初の名古屋モスクには礼拝の導師であるイマームが常駐しておらず、エジプト人やモーリシャス人、ウガンダ人などが短期的にイマームを務めていた。2009年9月、名古屋モスクは、エジプトにあるアズハル大学でイスラーム学を専攻し、エジプト政府からイマーム職として任命を受けたエジプト人をイマームに迎えた。

### モスクの宗教法人化
当初のモスクの所有権は、土地の売買契約を結んだ名古屋モスクプロジェクト責任委員の3人にあった。しかし、モスクの所有権は個人にあるべきではないというフィクフがあることから、所有権をモスクに移すことになった。そのためにはモスクが法人化される必要があった。そこで、3年分の活動実績に対する証明書類が揃った2001年8月に「宗教団体であることを証する書類」を愛知県に提出、同年12月には「宗教法人の設立に係る規則の認証」を提出した。2002年2月には愛知県より認証を受け、3月に宗教法人として登記された。その後同年7月に、モスクの所有権は、プロジェクト責任委員の3人から宗教法人名古屋モスクに移された。
また、名古屋モスクは、当初は愛知県知事所管の宗教法人だったが、2008年に完成した岐阜モスクを支部としたことで2010年1月1日から文部科学大臣所管となった。

### ISILによる日本人拘束事件
2015年1月末、名古屋モスクは、ISILを「イスラム国」と呼称していることがイスラームのイメージを不当に損なっているとして、日本国内10か所以上のモスクの代表者とともに「イスラム国」ではなく「ISIS」や「ISIL」、「ダーイシュ」という呼称を用いるよう報道機関に求める発表を行った。
2015年2月1日にISILによる日本人拘束事件においてジャーナリストである後藤健二が殺害される映像が公開された。同日、名古屋モスクには「日本の敵だ」と書かれた電子メールが送られたほか、「日本から出ていけ」「お前らはゴミだ」と語る電話が5、6件かけられた。また、インターネットでは「モスクを燃やしてやる」という書き込みが行われた。安田 (2015)によると、これを受けて名古屋モスクは火災保険に加入したという。

### 現在まで
その後、通常の金曜礼拝に集まるムスリムは300人を超えるようになり、2013年に購入したモスク裏の建物と、2017年に購入したモスク西隣の建物に分散して収容している。
Covid-19のパンデミックが始まると、名古屋モスクは2020年2月下旬から金曜礼拝を中止した。また、1日5回行われる礼拝も中止した。それまで名古屋モスクは1年中開かれており、閉鎖はモスクの開設以来初めてのことだった。

## 建築

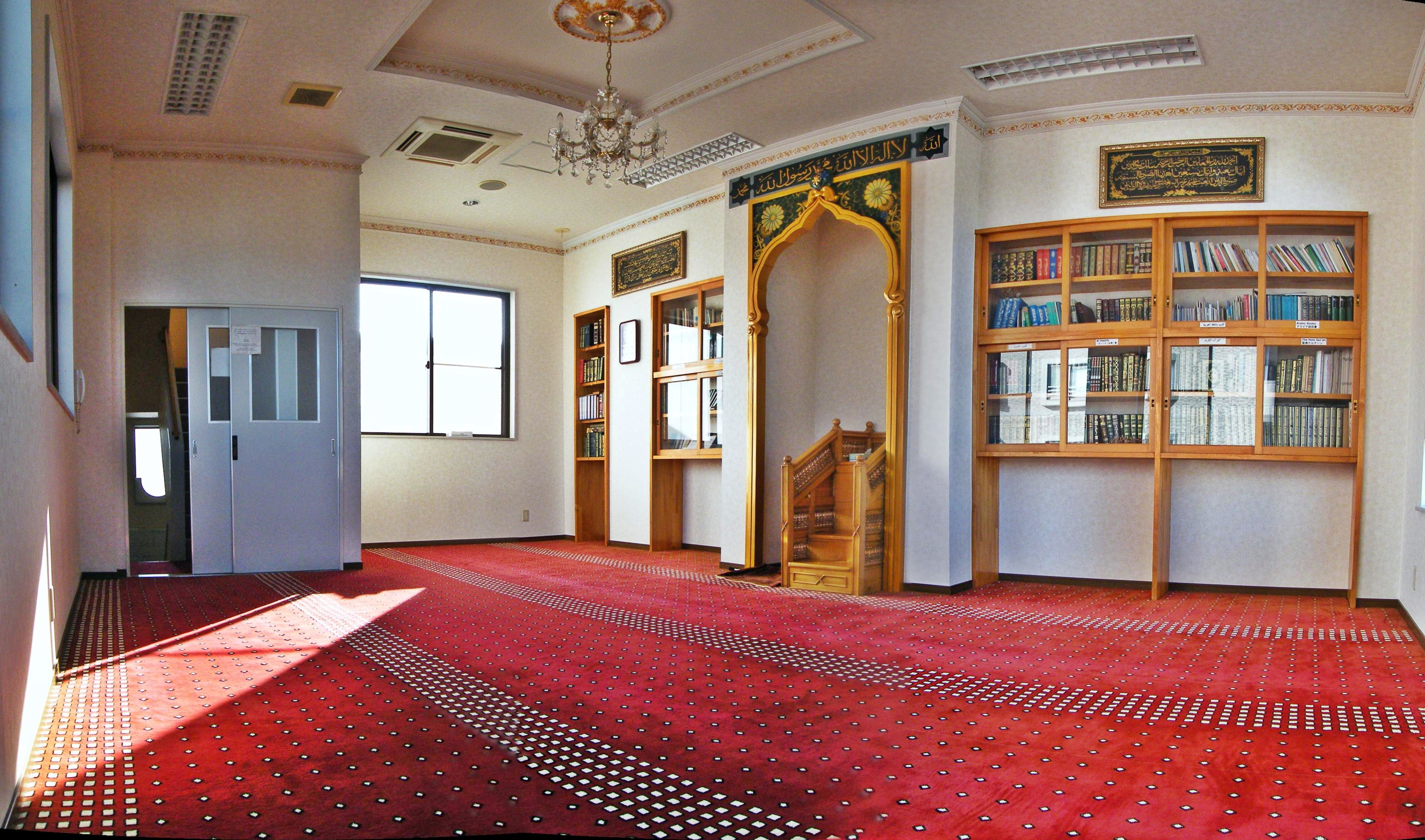
名古屋モスクの礼拝室

名古屋モスクは、61.7平方メートルの敷地に建てられた、あずき色をした4階建ての鉄筋コンクリート製の建物である。ビルの形式をとったモスクは日本特有のものであるという。モスクには2本のミナレットが備えられている。1階が事務所とウドゥのための水場、2階が女性用の礼拝室、3階と4階が男性用の礼拝室となっている。各階60人ほどを収容できる。女性用の礼拝室を設けたことは当時のモスクとしては珍しいことだった。また、当初は女性用の礼拝室は4階だったが、子どもを連れた母親が階段を上る負担を考慮して2階に変更された。
モスクの開設当初は礼拝室は余裕があったが、モスクの利用者の増加によって金曜礼拝時にはすべてを収容しきれなくなった。そこで名古屋モスクは2013年と2017年に隣接する建物を購入した。また、2019年には隣接する201.66平方メートルの土地を購入した。これによって2019年現在の名古屋モスクの敷地面積は1881.69平方メートルとなった。

## 運営
名古屋モスクは宗教法人である名古屋イスラミックセンターによって運営されている。設立当初、モスクの所有権は土地の売買契約を結んだ名古屋モスクプロジェクト責任委員の3人にあった。しかし、モスクは個人所有であるべきでないというフィクフがあることから、所有権をモスクに移すため2002年に宗教法人名古屋モスクとして認可を受けた。
「名古屋モスク」という名称は、モスクとしての名古屋モスクと宗教法人としての名古屋モスクの二つの意味で使われていたが、両者の混同を防ぐため、宗教法人としての名古屋モスクは「宗教法人名古屋イスラミックセンター」と改称することになり、2017年6月27日に「宗教法人名古屋イスラミックセンター」として登記された。名古屋イスラミックセンターは名古屋モスクのほかに、2008年に完成した岐阜県にある岐阜モスクを運営している。また、名古屋市内の霊園を管理している。
2019年10月現在、名古屋イスラミックセンターの代表役員は、名古屋モスク設立当初から代表を務めているAである。4人いる責任役員は何度か入れ替わっているが、2019年10月現在は3人が日本人であり、また、2人が女性である。
後述するように、当モスクの活動は多岐にわたるものの、コミュニティは建設に多額の寄付をつぎこんでおり、開設当初は常駐職員を雇う余裕はなく、モスク近くに引っ越したA夫妻がこれらの活動に対応していた。事務担当の職員を雇用したのは、モスク開設から18年後の2016 年9 月である。また、礼拝の導師であるイマームも、長らく常駐の担当者がおらず、エジプト人やモーリシャス人、ウガンダ人などが短期的にイマームを務めていたが、モスク開設から11年後の2009年9月にイスラーム学の専門教育を受けたエジプト人を常駐のイマームに迎えた。

## 活動
2019年現在、名古屋モスクは礼拝のほか、イスラームにまつわる資料の配布や入信の手続き、アラビア語教室や講演、勉強会を行っている。2019年までに名古屋モスクは1,041件の入信の手続きを、700件の結婚を執り行った。また、葬儀の手配も行っている。このほか、ラマダーン月のイフタールの提供とタラウィーフなども設立以来継続して行っている。

### 自主グループ
名古屋モスクでは自主グループによって以下のような集会が行われている。以下はいずれも2020年1月現在である。

#### 女性のための集会
以下は女性を対象として行われる集会である。女性のための集会は名古屋モスク設立前の1994年に開催されたお茶会に始まる。ここから派生して勉強会も始まった。これらは個人宅で行われており、名古屋モスクが設立されるとモスクの2階に会場を移した。クレシ (2021)によると、いずれの集会も事前にメーリングリストや自主グループ用のウェブサイトで開催内容が告知され、当日の用意や清掃、新規参加者への声掛けは全て役割分担で行われるという。愛知県内にはモスクが10か所あり、外国人男性は自宅や仕事場に近いモスクに通うが、日本人女性は名古屋モスクに集まってくるという。その理由のひとつとしてクレシ (2021)は、名古屋モスクには日本語でイスラームを学ぶ環境が整っているためであるとしている。
日本人女性お茶会
1994年に始まったお茶会が何度かの再編を経て続けられているもの。気楽な会話や情報交換の場として設けられており、イスラームへの改宗直後の女性からの質問や悩みの打ち明け、それに対する助言が行われている。一時は外国人女性も参加していたものの、それによって参加を躊躇する日本人女性からの訴えがあったため日本人女性のみの集まりに戻った。女性お茶会ではハラール食材の調達の難しさや、幼稚園・保育園でのハラール食材などの対応に関する悩みが話題に上り、これらを受けて2001年にはハラール食材店が、2002年にはムスリム向けの保育施設が開設された。
女性勉強会
日本人と外国人が交代で講師を務める。参加者の国籍は問われておらず、また、外国人が講師を務める際には日本人が参加しやすいようにするため通訳や日本語資料が用意されるという。
はじめてのイスラーム
初めてモスクを訪れる日本人を対象として2018年に始まった初心者向けの勉強会。日本でありがちなイスラームへの誤解や偏見を解消するための説明が行われている。
子育てのスンナを聞く会
妊娠中や子育て中の母親のために2019年に始まった母親向けの勉強会。子育てに役立つハディースが解説される。

#### 子どものための集会
子ども勉強会
お茶会や勉強会に参加する母親のための託児所も兼ねて開催されている勉強会。アラビア文字の個別指導やイスラームの話が行われている。小学生が参加の中心であるが、小学校卒業後も参加する中高生や、親同伴の幼児もいるという。
幼児クラス
未就学児を持つ母親らによって2014年に始められた母子参加の幼児向け教室。塗り絵や工作、絵本や紙芝居などでイスラームの世界観に楽しく触れる工夫が行われれているという。
SYM名古屋モスク
2014年に立ち上げられた中高生お茶会、または中高生の会を始まりとして、2018年には高校卒業後も参加できるようにするため現在の名称となった。SYMとは「若い世代のムスリムの居場所」を意味するSpace for Young Muslimsの略称である。中高生お茶会は、モスク離れによって学校や地域でマイノリティとして孤立し、アイデンティティの確立に困難を覚える第二世代ムスリムのために開始された。個人で見学に来る学生の飛び入り参加もあるという。
SYMにほんごクラブ
日本語を母語としない中高生を対象として2019年に立ち上げられた学習支援教室。大学生が講師を務め、作文の添削や学校の宿題の手伝い、また、進路相談が行われている。

## 地域交流と情報発信
2017年5月現在，日本全国に存在する98のモスクの中で、活発な地域交流を行っているモスクは名古屋モスクを含む数ヶ所だけであり、多くのモスクでは日本人のための窓口もないのが現状である。本来モスクは礼拝の場であり、地域交流などのコミュニティ活動が企画・実施される必然性はないが、名古屋モスクでは近隣の住人たちと活発な交流を行っている。前節で解説した自主グループによる各種の活動も、ムスリムでない人に対しても開かれており、興味をもった非ムスリムの日本人が参加している勉強会もある。日本人にあるイスラムへの偏見や誤解はムスリムの子どもたちが葛藤や周縁化を深める一因となるが、彼らが暮らしやすい環境を育むために、日本社会とモスクが多くの接点を持つことが重要である、という考えにより、当モスクでは、対外活動、情報発信、地域交流に力を入れている。2014年以降は、企業や自治体や教育機関への出張講演や、自治体との連携なども行うようになった。
名古屋モスクは見学者も受け入れており、年間300人から400人ほどが訪れている。モスクの見学は2014年までは年に数十人程度であったが、2014年にモスクのウェブサイトに見学者受け入れの案内を掲載してからは見学者が増加したという。また、モスク入り口にはモスクの設立経緯やイスラームについての説明を記したパンフレットを置いている。このことから桜井 (2004)は、日本人にも理解してもらうための工夫を行っているとしている。また、店田 (2015)は、日本語で充実した情報があり、日本社会への発信を意図していることがうかがえるとするウェブサイトのひとつに名古屋モスクを挙げている。クレシ (2020)は、日本人に向けた発信に注力していることは名古屋モスクの大きな特色であるとしている。

## アクセス
- 名古屋市営地下鉄東山線 本陣駅から徒歩で6分[9][57]
- 名鉄名古屋本線 栄生駅から徒歩で9分[57]
- 名古屋駅太閤通口から徒歩で18分[57]